# Верхняя Солотвина
Верхняя Солотвина (укр. Верхня Солотвина) — село в Среднянской поселковой общине Ужгородского района Закарпатской области Украины.
Население по переписи 2001 года составляло 308 человек. Почтовый индекс — 89415. Телефонный код — . Занимает площадь 0,04 км².